# CSI-strips
De CSI-strips zijn een aantal stripboeken gebaseerd op de Amerikaanse televisieseries CSI, CSI: Miami en CSI: NY. Ze worden sinds 2003 uitgebracht.
Alle CSI-strips worden gepubliceerd door IDW Publishing en zijn geschreven door een aantal bekende auteurs waaronder Jeff Mariotte, Max Allan Collins en Steven Grant.

## Verhalen

### Serial
De eerste grote CSI verhaallijn omschrijft Gil Grissom en zijn team die een seriemoordenaar moeten opsporen. De seriemoordenaar vermoord prostituees op dezelfde manier als de beruchte historische moordenaar Jack the Ripper. De zaak is extra lastig omdat de moorden plaatsvinden tijdens het Ripper Mania Festival, een conventie voor Jack the Ripper fanaten.

### Dying in the Gutters
Dit verhaal gaat over de (fictieve) moord op Rich Johnston, die een rubriek schrijft voor Comic Book Resources getiteld "Lying in the Gutters". Omdat zijn moord plaatsvond op een stripbeurs, is er een lange lijst van stripliefhebbers die mogelijk de dader zijn.

## Publicaties
- CSI: Crime Scene Investigation:
  - "Thicker Than Blood" (door Jeff Mariotte, Gabriel Rodriguez, en Ashley Wood, one-shot, 48 pagina’s, IDW Publishing, 2003, ISBN 1932382097)
  - Serial (door Max Allan Collins, Ashley Wood en Gabriel Rodriguez, 5-issue miniserie, 2003, tpb, IDW Publishing, 2003 ISBN 1-932382-02-X Titan Books, 2004 ISBN 1-84023-771-6)
  - Bad Rap  (door Max Allan Collins, Gabriel Rodriguez en Ashley Wood, 5-delige miniserie, 2004, tpb, IDW Publishing, 2004, ISBN 1-932382-20-8, Titan Books, 2004, ISBN 1-84023-799-6)
  - Demon House (door Max Allan Collins, Ashley Wood en Gabriel Rodriguez, 5-issue miniseries, 2004, tpb, IDW Publishing, 2004, ISBN 1-932382-34-8, Titan Books, 2004, ISBN 1-84023-936-0)
  - Dominos (door Kris Oprisko, Steven Perkins en Gabriel Rodriguez, 5-issue miniseries, 2005, tpb, IDW Publishing, 2005, ISBN 1-932382-43-7, Titan Books, 2005, ISBN 1-84576-056-5)
  - Secret Identity (door Steven Grant, Steven Perkins en Gabriel Rodriguez, 5-delige miniserie, tpb, 2005, IDW Publishing, ISBN 1933239409)
  - Dying in the Gutters (door Steven Grant and Stephen Mooney, 5-delige miniserie, 2006, tpb, IDW Publishing, March 2007, ISBN 1600100481)
- CSI: Miami: Thou Shalt Not... (door Kris Oprisko, Renato Guedes, Steven Perkins en Ashley Wood, IDW Publishing. Bevat de verhalen "Smoking Gun", "Thou Shalt Not" en "Blood/Money" uit 2004, 2005 ISBN 1-932382-54-2 Titan Books, 2005 ISBN 1-84576-003-4)[3]
- CSI: NY: Bloody Murder (door Max Allan Collins, J.K. Woodward en Steven Perkins, 5-delige miniserie, tpb, IDW Publishing, 2006 ISBN 1-933239-80-8)